# Нова Джорджія (острів)
Нова Джо́рджія (Нова Георгія, Нью-Джорджія) — острів в західній частині Тихого океану, в групі Соломонових островів. З півдня омивається водами Коралового моря. Належить державі Соломонові острови.
Площа острова становить 1,8 тис. км². З прилеглими дрібними острівцями утворює архіпелаг Нова Джорджія площею 3,4 тис. км².
Населення острова становить приблизно 17,5 тис. осіб (1996).
Найвища точка острова сягає 815 м.
На острові розвинене тропічне землеробство.
Головне місто та порт — Равіана.